# 奧格魯特
28°42′N 0°19′E / 28.700°N 0.317°E

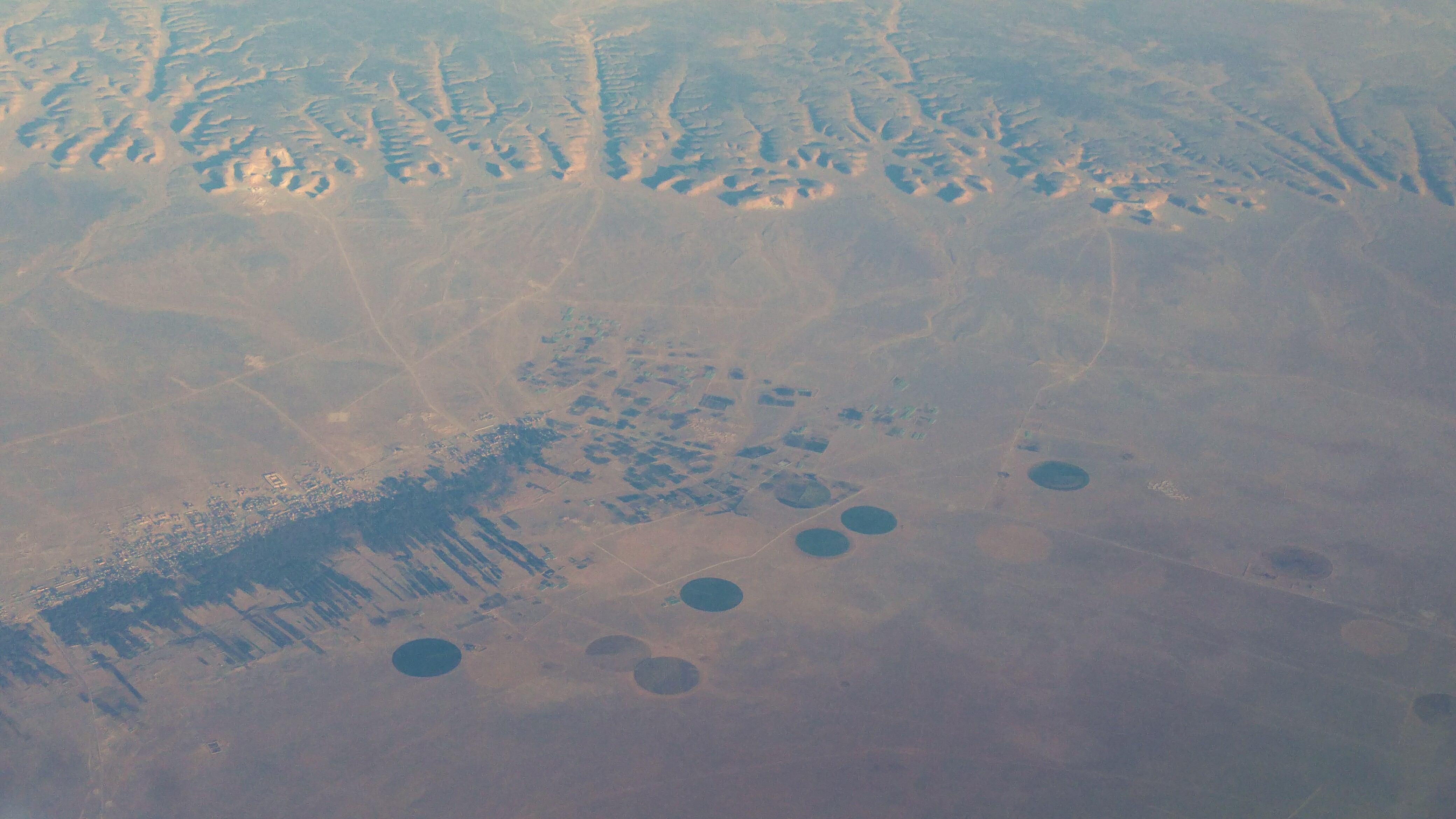

奧格魯特（阿拉伯语：‎），是阿爾及利亞的城鎮，位於該國西南部，由阿德拉爾省負責管轄，是奧格魯特區的首府，面積13,736平方公里，2008年人口11,784，人口密度每平方公里0.9人。